# Енотропи
Енотропи, іноді Ойнотропи (грец. Οινοτρόπαι) — дочки Анія, наділені даром перетворювати воду на вино, а будь-які речі на хліб або маслини. Коли Агамемнон хотів відняти Енотроп у батька, Діоніс обернув їх на голубиць.